# Hampton County
Hampton County är ett administrativt område i delstaten South Carolina, USA. År 2010 hade countyt 21 090 invånare. Den administrativa huvudorten (county seat) Hampton.

## Geografi
Enligt United States Census Bureau har countyt en total area på 1 458 km². 1 450 km² av den arean är land och 8 km² är vatten.

### Angränsande countyn
- Bamberg County, South Carolina - nord
- Colleton County, South Carolina - öst
- Beaufort County, South Carolina - sydöst
- Jasper County, South Carolina - syd
- Effingham County, Georgia - sydväst
- Screven County, Georgia - väst
- Allendale County, South Carolina - nordväst

### Orter
- Brunson
- Estill
- Furman
- Gifford
- Hampton (huvudort)
- Luray
- Scotia
- Varnville
- Yemassee (delvis i Beaufort County)